# De grens is tweesnijdend
De grens is tweesnijdend is een hoorspel van Michael Tophoff. De KRO zond het uit op dinsdag 18 juli 1967. De regisseur was Willem Tollenaar. De uitzending duurde 26 minuten.

## Rolbezetting
- Frans Somers (de eerste man)
- Paul van der Lek (tweede man)
- Fé Sciarone (een vrouw)
- Han König (de eerste gast)
- Nel Snel (tweede gast)
- Hans Karsenbarg (een ober)
- Nina Bergsma (een jongen)
- Jos van Turenhout (een chauffeur)

## Inhoud
Dit hoorspel is niet rijk aan wat men noemt “uiterlijke handeling”, maar munt wel uit door een subtiele sfeer. Het tekent een vluchtige ontmoeting van twee mensen die hun vakantie op een eiland doorbrengen, een getrouwde vrouw en een haar tot dan toe onbekende man. De aanzet tot deze vluchtige maar niettemin onvergetelijke ontmoeting is formeel: een clichégesprekje in de bar van het hotel. Allengs echter voelen de man en de vrouw zich tot elkaar aangetrokken, omdat ze allebei leven in de periferie van eenzaamheid en angst. Een brief van de echtgenoot ondergaan ze beiden als bemoeizucht van een buitenstaander, een indringer, die de stilte tussen hen wreed komt verstoren. Ze trekken als het ware, zonder zich daarover duidelijk uit te spreken, een cirkel om hen beiden heen om hem buiten te sluiten en om doof en blind te kunnen zijn voor de roddel en de veelzeggende blikken van de hotelgasten. Of was het andersom? Dreven die brief en de houding van de hotelgasten hen naar elkaar toe? De droom lost zich op als de echtgenoot komt. De man en de vrouw worden weer teruggestoten in hun eigen eenzaamheid…